# Aspire Tower
Aspire Tower, även känt som The Torch Doha, är en hotellbyggnad i Qatars huvudstad, Doha. Den består av två torn och är en av de högsta byggnaderna i Qatar. Tornen, som är 301 meter höga, är ritade av arkitekten Hadi Simaan och AREP och ingenjören Ove Arup och Partners. Tornet har också varit känt som Khalifa Sports Tower eller Doha Olympic Tower.

## Byggnation och användning
Tornet var ett landmärke för de asiatiska spelen 2006 på grund av dess storlek och närhet till huvudarenan, Khalifa International Stadium.
Den slutliga formen består av en 1 till 1,8 meter tjock, armerad betongcylinder (kärnan), varierande från 12 till 18 meter i diameter, omgiven av strålande nätverk av fribärande stålbalkar på varje våning i dess byggnadsmoduler. Modulerna i sig är sammansatta av stålpelare, metalldäck, betongplattor och yttre drag- och tryckringbalkar, som bär upp glaspaneler på ytterväggar. Botten av varje modul är täckt med glasfiberarmerad betong. Balkar, såväl som stålstag som binder samman alla strukturella komponenter, bultas genom betongkärnan och förankras därför på plats, vilket överför vertikala belastningar från perimeterpelare och ringbalkar till kärnan.
Byggnaden byggdes av företagen Midmac och BESIXs dotterbolag Six Construct och färdigställdes i november 2007 till en slutkostnad på 133 395 000 euro.
Byggnaden inrymmer bland annat ett 5-stjärnigt hotell med 163 rum och sviter, Flying Carpet Restaurang och tre roterande restauranger.